# Anne Whitney
Pour les articles homonymes, voir Whitney.
Anne Whitney, née le 2 septembre 1821 à Watertown  (Massachusetts) et morte le 23 janvier 1915 à Boston (Massachusetts), est une sculptrice, poète, abolitionniste et féministe américaine.

## Biographie

### Jeunesse et formation

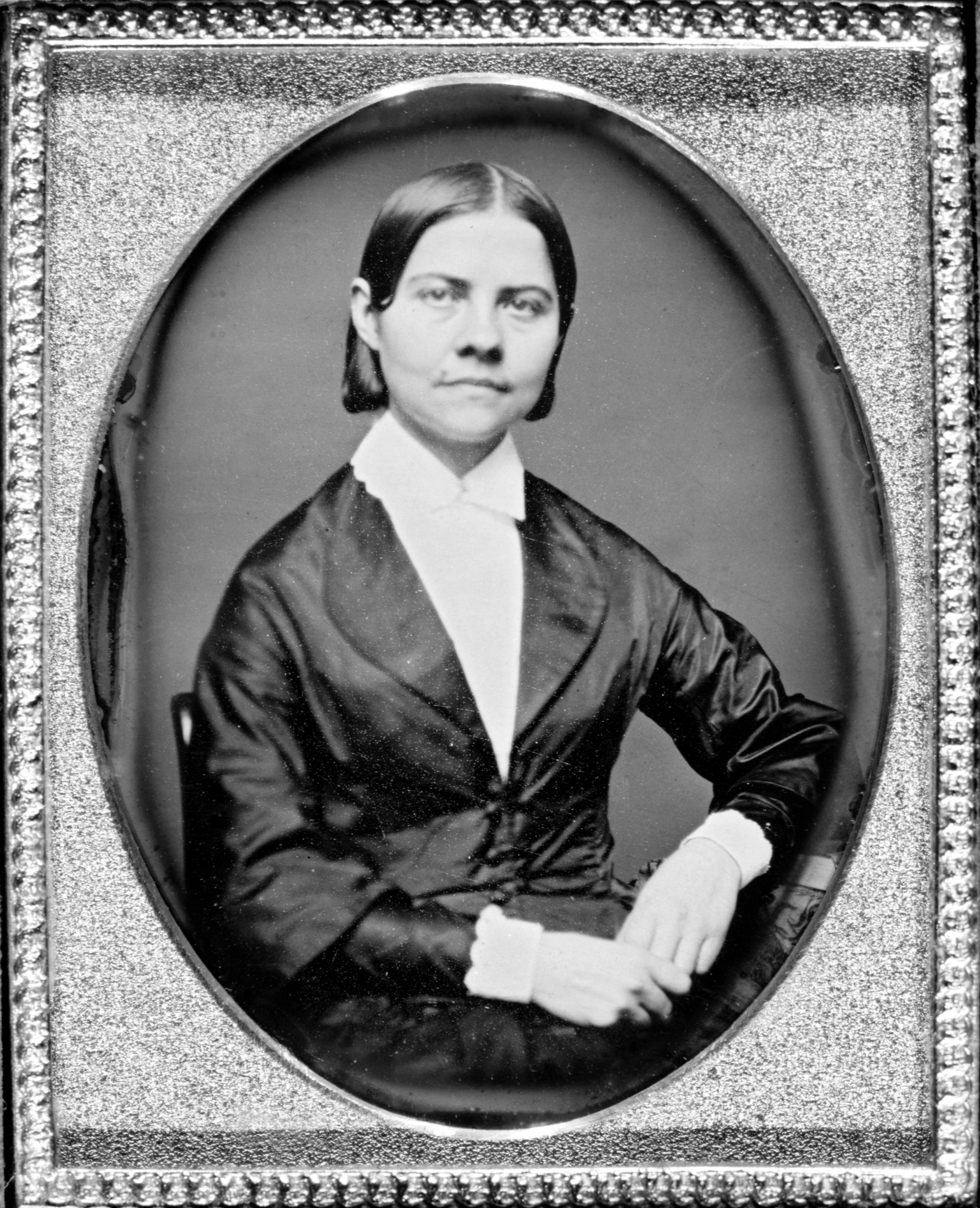
Daguerréotype de Lucy Stone.

Anne Whitney est la seconde fille et la cadette des sept enfants de Nathaniel Ruggles Whitney Jr., un juge de paix et de Sally Stone Whitney. Ses deux parents sont des unitariens qui croient en l'égalité entre les hommes et les femmes,,.  
La jeune Anne Whitney est éduquée dans une ambiance de tolérance et d'ouverture qui la convainc de l'égalité entre les sexes et les races et qui déplore toute forme de discriminations et d’oppression.
Anne Whitney reçoit son éducation primaire par des cours particuliers donnés par des précepteurs, puis elle suit ses études secondaires dans un établissement privé pour filles, la Mrs. Samuel Little's Select School for Young Ladies de Bucksport dans l'État du Maine,,. 

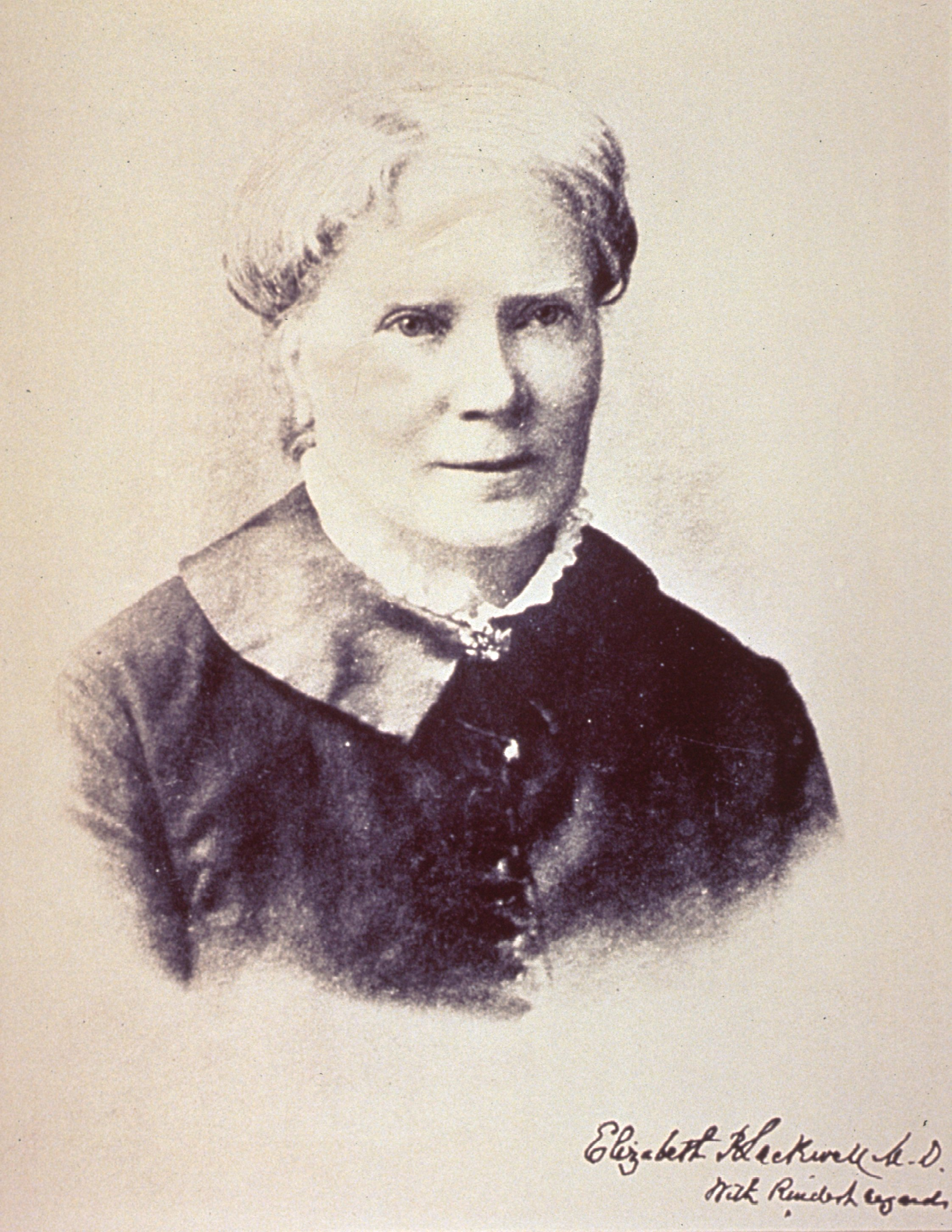
Portrait photographique d'Elizabeth Blackwell.

### Carrière

#### La directrice d'école
Après ses études, en 1847, Anne Whitney ouvre une école à Salem dans le Massachusetts, qu'elle quitte en 1849,.

#### La vie littéraire de Boston
Anne Whitney devient une familière de la société littéraire de Boston, ce qui lui permet, notamment, de rencontrer des abolitionnistes tels que William LLoyd Garrison, Ralph Waldo Emerson, Theodore Parker, Lucy Stone, Antoinette Brown, Elizabeth Blackwell et Margaret Fuller. Sous l'influence de ces trois dernières Anne Whitney s'engage pour la cause abolitionniste et les droits des femmes,,.

#### Les débuts littéraires
Au début des années 1840, Anne Whitney écrit des poèmes qui sont publiés dans les colonnes du mensuel l'Atlantic Monthly, de la North American Review et du journal féministe The Una prônant le droit de vote des femmes,.  

#### La sculpture
Après avoir pensé qu'elle consacrerait sa vie à l'écriture, à l'âge de  34 ans, elle commence à suivre des cours de dessins et sculpture. Anne Whitney étudie le dessin et le modelage à New York et Philadelphie puis le dessin anatomique au Brooklyn Hospital Center (en) Pour ses débuts, elle demande à ses proches de lui servir de modèles pour ses premières sculptures,. 

#### Entre sculpture et poésie

Laura Brown, 1859, Smithsonian American Art Museum.

En 1859, Anne Whitney publie un recueil de poèmes sous le titre de Poems. L'année d'après, en 1860, Anne Whitney participe pour la première fois à une exposition organisée par  l'Académie américaine des beaux-arts en présentant le buste d'une enfant Laura Brown,,.
Elle a réalisé des sculptures de personnalités politiques et historiques importantes et ses œuvres se trouvent dans de nombreux musées importants aux États-Unis. Elle a reçu des commissions prestigieuses pour les monuments, à l'exemple de deux statues (en) de Samuel Adams,dont l'une se trouve devant le Faneuil Hall de Boston et l'autre au National Statuary Hall du Capitole des États-Unis. Elle a également créé deux monuments de Leif Erikson,.
Elle a fait des travaux qui ont exploré ses points de vue libéraux concernant l'abolition de l'esclavage, les droits des femmes et d'autres problèmes sociaux de son époque. Beaucoup d'hommes et de femmes éminents et historiques sont représentés dans ses sculptures, comme Harriet Beecher Stowe. Elle a sculpté des femmes qui ont vécu des vies originales, comme suffragettes, artistes professionnels ou occupant des postes non traditionnels pour les femmes à l'époque, comme Alice Freeman Palmer. Tout au long de sa vie adulte, elle a vécu une vie peu conventionnelle et indépendante, ayant notamment a eu une relation de longue date avec une collègue, Abby Adeline Manning,,.

## Œuvres

### Recueil de poèmes
- Poems, New York, D. Appleton & company, 1859, 202 p. (lire en ligne)[11],

### Sculptures

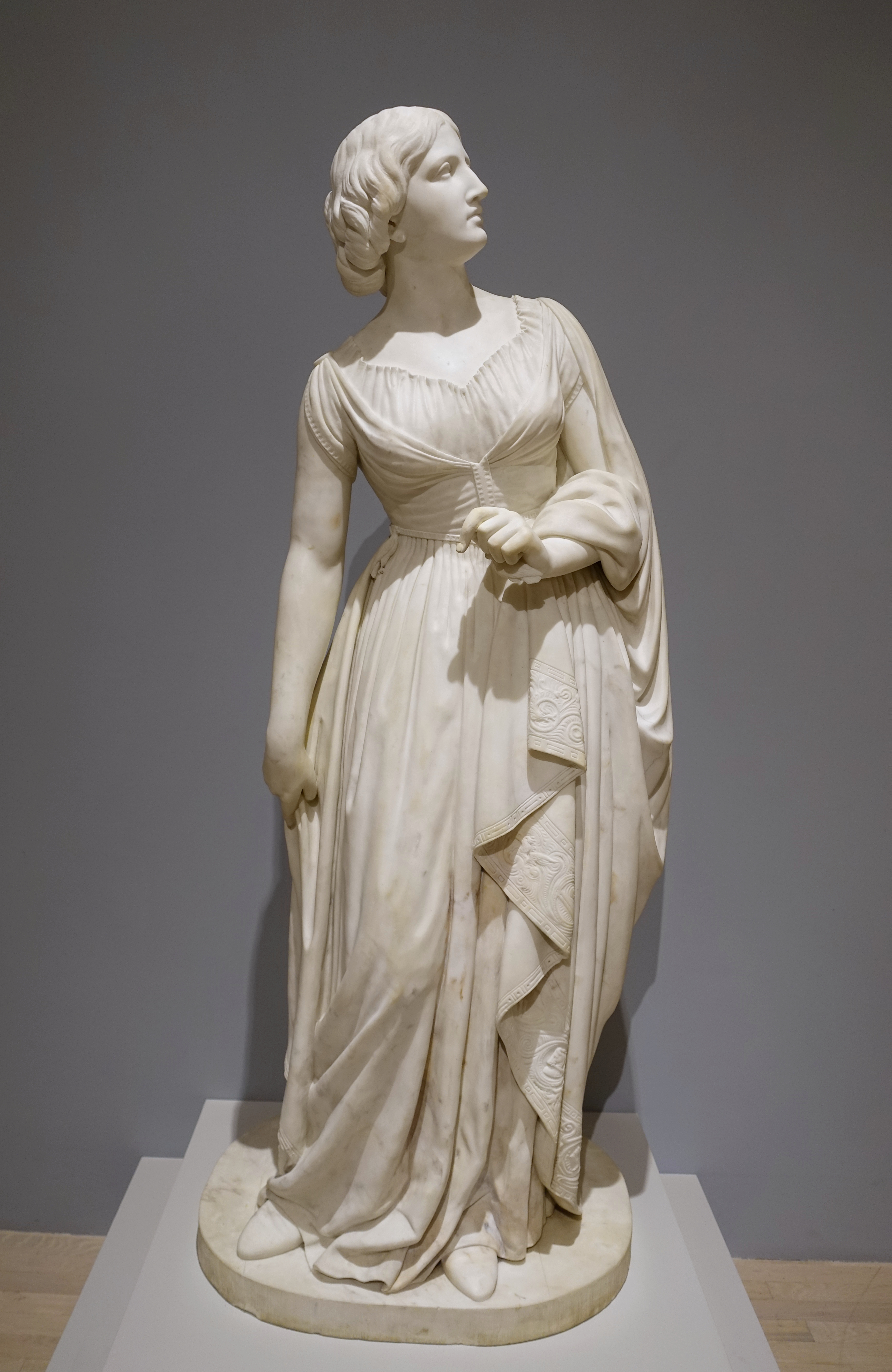
"Lady Godiva"
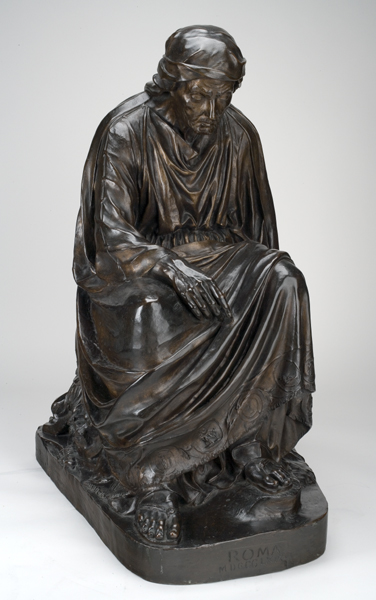
"Roma"
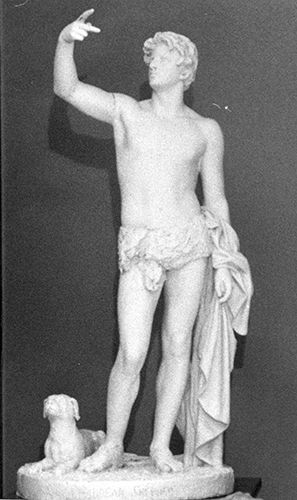
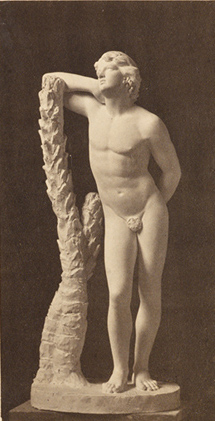
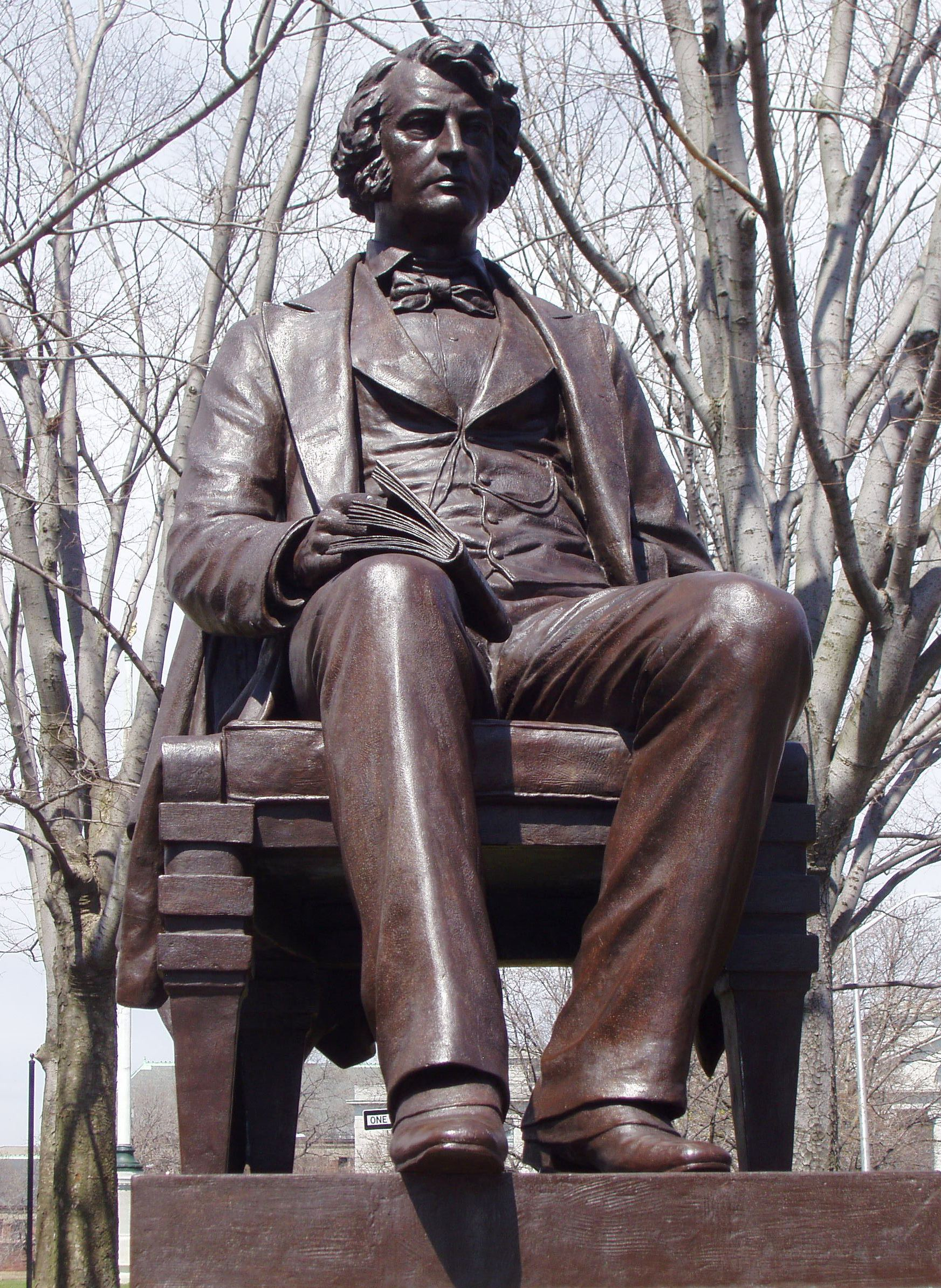

## Pour approfondir

#### Notices dans des encyclopédies et manuels de références
- (en-US) Wayne Craven, Sculpture In America: From the Colonial Period to the Present, New York, Crowell, 1968, 760 p. (ISBN 9780690722406, lire en ligne), p. 226, 228-234, 249, 330,
- (en-US) Edward T. James (dir.), Notable American Women 1607-1950, vol. 3 : P-Z, Cambridge, Massachusetts, Harvard University Press (réimpr. 2014) (1re éd. 1971), 742 p. (ISBN 9780674288379, lire en ligne), p. 600-601. ,
- (en-US) Milton Wolf Brown, American Art: Painting, Sculpture, Architecture, Decorative Arts, Photography, Abrams, 31 décembre 1979, 619 p. (ISBN 9780810906587, lire en ligne), p. 236, 315,
- (en-US) Encylopedia of American Art, Dutton Books, 6 mars 1981, 675 p. (ISBN 9780525931645, lire en ligne), p. 598,
- (en-US) Charlotte Streifer Rubinstein, American Women Sculptors, Boston, Thorndike Press, 1er novembre 1990, 643 p. (ISBN 9780816187324, lire en ligne), p. 45-51,
- (en-US) John A. Garraty (dir.), American National Biography, Volume 23: Wellek - Wrenn, New York, Oxford University Press, USA, 1er janvier 1999, 899 p. (ISBN 9780195128024, lire en ligne), p. 295-296,
- (en-US) Anne Commire (dir.), Women in World History, vol. 16 : Vict - X, Yorkin Publications / Gale Cengage, 13 décembre 2001, 881 p. (ISBN 9780787640750, lire en ligne), p. 477-481,

#### Articles
- (en-US) Elizabeth Rogers Payne, « Anne Whitney: Art and Social Justice », The Massachusetts Review, vol. 12, no 2,‎ printemps 1971, p. 245-260 (18 pages) (lire en ligne ). ,
- (en-US) Eleanor Tufts, « An American Victorian Dilemma, 1875: Should a Woman Be Allowed to Sculpt a Man? », Art Journal, Vol. 51, No. 1,‎ printemps 1992, p. 51-56 (6 pages) (lire en ligne ),
- (en-US) Lisa B. Reitzes, « The Political Voice of the Artist: Anne Whitney's "Roma" and "Harriet Martineau" », American Art, vol. 8, no 2,‎ printemps 1994, p. 44-65 (22 pages) (lire en ligne ),
- (en-US) Janet A. Headley, « Anne Whitney's "Leif Eriksson": A Brahmin Response to Christopher Columbus », American Art, vol. 17, no 2,‎ été 2003, p. 40-59 (20 pages) (lire en ligne ),